# Hôtel du Commandant du 15e corps
L'hôtel du Commandant du 15e corps, est un ancien hôtel particulier situé au 11 rue Armény, dans le quartier Préfecture, dans le 6e arrondissement de Marseille, en France. L'État est propriétaire du bâtiment.

## Historique
L'hôtel particulier est construit en 1760 par le négociant Arnaud Abdon Bourlat de La Force sur un ancien terrain de la famille Armény qu'il rachète à Nicolas Boismortier, chirurgien de la Marine.
À son décès, l'hôtel est acquis par le négociant Dominique Audibert en 1785. Il y réunit une collection d'œuvres d'art, en fait un salon littéraire réputé et y organise d'importantes réceptions avec ses collègues de l'Académie de Marseille et de la Chambre de commerce. 
En 1800, Charles-François Delacroix y est locataire le temps de la mise en place de l'administration dans la préfecture des Bouches-du-Rhône nouvellement créée à Marseille.
Il est acquis par le général Jean Baptiste de Félix du Muy en 1813, qui le revend à Jean-Joseph de Salasc en 1850. 
Le ministère de la Guerre en devient propriétaire en 1852 pour en faire la résidence du général commandant le 15e corps d'armée puis le Cercle des officiers de la garnison. Au sein de la grande salle du rez-de-chaussée, en 1944, la reddition des forces allemandes occupant Marseille est signée en présence du général Joseph de Goislard de Monsabert.
La façade (y compris les vantaux de la porte) fait l’objet d’une inscription au titre des monuments historiques depuis le 11 octobre 1930.